# توماس برايس (سياسي)
توماس برايس (بالويلزية: Thomas Price)‏ هو سياسي أسترالي وبريطاني (وحمل سابقاً جنسية المملكة المتحدة لبريطانيا العظمى وأيرلندا)، ولد في 19 يناير 1852 في المملكة المتحدة، وتوفي في 31 مايو 1909 في أستراليا بسبب سل. حزبياً، نشط في حزب العمال الأسترالي (فرع جنوب أستراليا) ‏.

## مناصب
- انتخب Leader of the Australian Labor Party (SA Branch) ‏ (1899 – 1909).
- انتخب عضو مجلس النواب جنوب أستراليا من الجمعية عن دائرة Electoral district of Torrens [الإنجليزية]‏ وقد انضم خلال فترته النيابية (3 مايو 1902 – 31 مايو 1909)  للكتلة البرلمانية حزب العمال الأسترالي (فرع جنوب أستراليا) [الإنجليزية]‏.
- انتخب وزير التعليم (26 يوليو 1905 – 31 مايو 1909).
- انتخب Commissioner of Public Works (South Australia) [الإنجليزية]‏ (26 يوليو 1905 – 31 مايو 1909).
- انتخب عضو مجلس النواب جنوب أستراليا من الجمعية عن دائرة Electoral district of Sturt (South Australia) [الإنجليزية]‏ وقد انضم خلال فترته النيابية (15 أبريل 1893 – 2 مايو 1902)  للكتلة البرلمانية حزب العمال الأسترالي (فرع جنوب أستراليا) [الإنجليزية]‏.
- انتخب رئيس وزراء جنوب أستراليا ‏ (26 يوليو 1905 – 31 مايو 1909).